# قرية اليهود (حارة)

تعديل مصدري - تعديل

قرية اليهود هي إحدى حارات حي يريم بمدينة يريم أحد مدن محافظة إب، بلغ تعداد سكانها 218 نسمة حسب تعداد اليمن لعام 2004.